# Genet Yalew
Genet Yalew (31 dicembre 1992) è un'ex maratoneta ed ex mezzofondista etiope.

## Palmarès
| Anno | Manifestazione               | Sede           | Evento         | Risultato | Prestazione | Note                          |
| ---- | ---------------------------- | -------------- | -------------- | --------- | ----------- | ----------------------------- |
| 2009 | Mondiali allievi             | Bressanone     | 5000 m piani   | Bronzo    | 9'08"95     |                               |
| 2010 | Mondiali juniores            | Moncton        | 5000 m piani   | 6ª        | 9'01"75     |                               |
| 2010 | Mondiali di cross            | Bydgoszcz      | Corsa U20      | 5ª        | 19'03"      |                               |
| 2010 | Mondiali di cross            | Bydgoszcz      | A squadre      | Argento   | 30 p.       |                               |
| 2011 | Campionati africani juniores | Gaborone       | 5000 m piani   | Bronzo    | 15'27"96    |                               |
| 2011 | Mondiali di cross            | Punta Umbría   | Corsa U20      | Argento   | 18'54"      |                               |
| 2011 | Mondiali di cross            | Punta Umbría   | A squadre      | Oro       | 17 p.       |                               |
| 2012 | Africani di cross            | Città del Capo | Corsa seniores | 8ª        | 27'49"      |                               |
| 2012 | Africani di cross            | Città del Capo | A squadre      | Argento   | 1h50'26"    |                               |
| 2013 | Mondiali di cross            | Bydgoszcz      | Corsa seniores | 15ª       | 25'10"      |                               |
| 2013 | Mondiali di cross            | Bydgoszcz      | A squadre      | Argento   | 48 p.       |                               |
| 2014 | Campionati africani          | Marrakech      | 10000 m piani  | 4ª        | 32'52"46    |                               |
| 2014 | Mondiali di mezza maratona   | Copenaghen     | Corsa seniores | 10ª       | 1h09'15"    | Miglior prestazione personale |
| 2014 | Mondiali di mezza maratona   | Copenaghen     | A squadre      | Argento   | 3h27'05"    |                               |
| 2011 | Giochi Panafricani           | Brazzaville    | 5000 m piani   | 5ª        | 15'43"77    |                               |
| 2011 | Mondiali di cross            | Guiyang        | Corsa seniores | 10ª       | 27'00"      |                               |
| 2011 | Mondiali di cross            | Guiyang        | A squadre      | Oro       | 17 p.       |                               |
| 2016 | Mondiali di mezza maratona   | Cardiff        | Corsa seniores | 5ª        | 1h08'15"    |                               |
| 2016 | Mondiali di mezza maratona   | Cardiff        | A squadre      | Argento   | 3h26'29"    |                               |

## Campionati nazionali
2007
- 5ª ai campionati etiopi, 3000 m piani - 9'44"8

2009
- 5ª ai campionati etiopi, 5000 m piani - 16'25"51

2010
- Bronzo ai campionati etiopi, 5000 m piani - 16'17"1

2014
- Oro ai campionati etiopi, 10000 m piani - 32'45"09

## Altre competizioni internazionali
2010
- 10ª allo Shanghai Golden Grand Prix ( Shanghai), 5000 m piani - 15'03"52
- 8ª agli FBK Games ( Hengelo), 5000 m piani - 15'18"29

2011
- 7ª al Golden Spike Ostrava ( Ostrava), 10000 m piani - 32'05"90
- 6ª ai London Anniversary Games ( Londra), 5000 m piani - 15'12"42
- 11ª al Meeting de Paris ( Parigi), 5000 m piani - 15'15"67
- 12ª ai Bislett Games ( Oslo), 5000 m piani - 15'16"13

2012
- 7ª al Golden Gala ( Roma), 5000 m piani - 14'48"43
- 5ª all'Adidas Grand Prix ( New York), 5000 m piani - 15'22"03

2013
- 12ª ai Bislett Games ( Oslo), 5000 m piani - 15'04"38
- 12ª allo Shanghai Golden Grand Prix ( Shanghai), 5000 m piani - 15'07"96
- 10ª ai FBK Games ( Hengelo), 5000 m piani - 15'08"96
- 8ª al Meeting de Paris ( Parigi), 5000 m piani - 15'12"05
- Bronzo al Golden Grand Prix ( Tokyo), 5000 m piani - 15'37"69

2015
- 4ª alla Mezza maratona di Delhi ( Nuova Delhi) - 1h08'46"
- Bronzo alla Mezza maratona di Valencia ( Valencia) - 1h08'12"

2016
- 9ª al Golden Gala ( Roma), 5000 m piani - 14'51"04
- Argento alla Mezza maratona di Ras al-Khaima ( Ras al-Khaima) - 1h06'26"
- Oro alla Mezza maratona del Portogallo ( Lisbona) - 1h10'25"

2017
- 6ª alla Mezza maratona di Yangzhou ( Yangzhou) - 1h11'38"

2018
- 11ª alla Maratona di Dubai ( Dubai) - 2h27'46"

2019
- Bronzo alla Maratona di Praga ( Praga) - 2h24'34"
- 8ª alla Mezza maratona di Valencia ( Valencia) - 1h11'08"